# شبکه توزیع جهانی

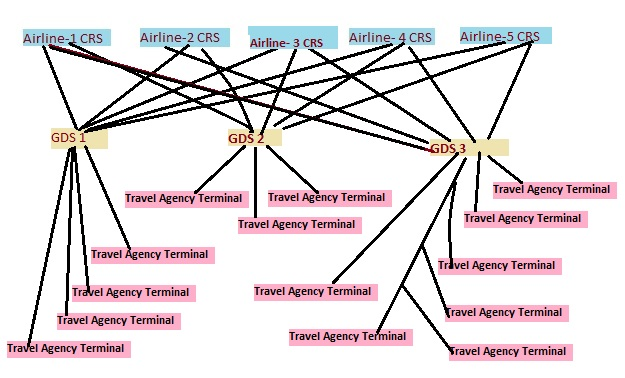
نمایی از نمودار یک‌سیستم شبکه توزیع جهانی خطوط هوایی - ۲۰۱۳

شبکه توزیع جهانی (انگلیسی: Global Distribution System) شبکهٔ جهانی ذخیرهٔ جا برای مسافران است که شرکت‌های هواپیمایی و کارگزاران مسافرتی و سامانه‌های ذخیره‌سازی سفرسازان را در کشورهای مختلف به یکدیگر مرتبط می‌سازد.